# Okamoto Ippei

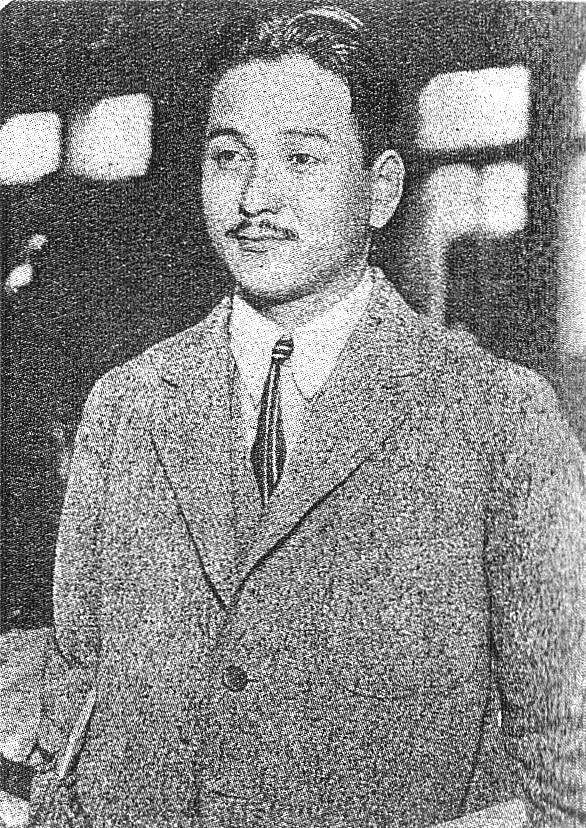
Okamoto Ippei

Okamoto Ippei (jap. 岡本 一平; * 11. Juni 1886 in Hakodate; † 11. Oktober 1948) war ein japanischer Manga-Zeichner und Karikaturist.

## Biografie
Nachdem er in Tokio unter Kubota Beisen bildende Künste studiert und als Theaterdekorateur gearbeitet hatte, begann er 1912 eine Karriere als Karikaturist bei der Zeitung Asahi Shimbun und später bei mehreren anderen Magazinen. Seine Karikaturen nahmen sich politischer und gesellschaftlicher Themen an. Unter anderem illustrierte er Parlamentsberichte. Zusätzlich schuf er Comicstrips für Kinder und als Schriftsteller einige Essays und Romane (darunter Fuji wa Sakaku aus dem Jahr 1927). Zu seinen Werken für diverse Magazine zählen Tanpō Gashu (1913), Kanraku (1914), Match no Bou (1915), Monomiyusan (1916) und Nakimushi Dera no Yawa (1921).
Nachdem er Nakimushi Dera no Yawa gezeichnet hatte, reiste Okamoto in die Vereinigten Staaten. Für Asahi Shimbun schrieb er Artikel über die Bedeutung der Comics in Amerika. Außerdem beschrieb er die beiden Comicstrips Bringing Up Father und Mutt and Jeff ausführlich. Diese Artikel resultierten darin, dass Asahi ab November 1923 in einem neu gegründeten wöchentlichen Magazin erstmals amerikanische Comicstrips veröffentlichte.
Von 1929 bis 1930 wurde ein Großteil seiner Werke unter dem Titel Ippei Zenshū in einer 15-bändigen Gesamtausgabe erfolgreich neu aufgelegt.
1910 heiratete er die Autorin Ōnuki Kano (1889–1939). Aus der Ehe ging ihr Sohn Tarō (1911–1996) hervor, ein Avantgarde-Maler.

## Bedeutung
Gemeinsam mit Kitazawa Rakuten war Okamoto maßgeblich dafür verantwortlich, amerikanische Comicstrips und den diese auszeichnenden Stil in Japan bekannt zu machen. Beide nahmen diese als Inspiration für ihr eigenes Schaffen und schufen die Grundlagen für nachfolgende japanische Karikaturisten und Comicstrip-Zeichner. Unter anderem Kondō Hidezō, Miyao Shigeo und Sugiura Yukio waren Okamotos Schüler. Frederik L. Schodt beschrieb das Wirken Okamotos und Kitazawas so: „Bis Kitazawa und Okamoto auftauchten, war das Karikaturzeichnen etwas, das als Nebenerwerb von denen getan wurde, deren Ziel es war, Erfolg als ‚ernsthafter‘ Künstler zu haben.“